# Priocnemis yasumatsui
Priocnemis yasumatsui (лат.) — вид дорожных ос рода Priocnemis (Pompilidae).

## Распространение
Встречается на Дальнем Востоке. Россия: Приморский  край (в том числе, Уссурийский заповедник), Хабаровский  край, Сахалин, Япония (Хоккайдо, Хонсю).

## Описание
Длина тела самцов 6,5—9,6 мм, самок — 8,0—11,0 мм. Основная окраска тела чёрная (кроме буровато-красных первых двух сегментов брюшка). Лёт отмечен в июле, августе и сентябре. Предположительно, как и другие виды своего рода охотятся на пауков.